# سيمون بوسويل
سيمون بوسويل (بالإنجليزية: Simon Boswell)‏ هو ملحن وموسيقي بريطاني، ولد في 15 أكتوبر 1956 في لندن في المملكة المتحدة.

## وصلات خارجية
- الموقع الرسمي
- سيمون بوسويل على موقع IMDb (الإنجليزية)
- سيمون بوسويل على موقع ميوزك برينز (الإنجليزية)
- سيمون بوسويل على موقع أول موفي (الإنجليزية)
- سيمون بوسويل على موقع قاعدة بيانات الأفلام السويدية (السويدية)
- سيمون بوسويل على موقع ديسكوغز (الإنجليزية)
- سيمون بوسويل على موقع قاعدة بيانات الفيلم (الإنجليزية)
- سيمون بوسويل على موقع كينوبويسك (الروسية)